# Hosea lobbii
Hosea lobbii là một loài thực vật có hoa trong họ Hoa môi. Loài này được (C.B.Clarke) Ridl. mô tả khoa học đầu tiên năm 1908.